# Bécskörnyéki járás
A Bécskörnyéki járás (németül Bezirk Wien-Umgebung) Ausztriában, Alsó-Ausztria tartományban létezett 1954 és 2016 között. 

## A járáshoz tartozó települések
- Ebergassing
- Fischamend
- Gablitz
- Gerasdorf bei Wien
- Gramatneusiedl
- Himberg
- Klein-Neusiedl
- Klosterneuburg
- Lanzendorf
- Leopoldsdorf
- Maria Lanzendorf
- Mauerbach
- Moosbrunn
- Pressbaum
- Purkersdorf
- Rauchenwarth
- Schwadorf
- Schwechat
- Tullnerbach
- Wolfsgraben
- Zwölfaxing